# Cordia octandra
Cordia octandra är en strävbladig växtart som beskrevs av A. Dc.. Cordia octandra ingår i släktet Cordia, och familjen strävbladiga växter. Inga underarter finns listade i Catalogue of Life.